# Attonda ekeikei
Attonda ekeikei là một loài bướm đêm trong họ Noctuidae.